# Capo Fréhel
Situato a 8,5 km dal centro di Fréhel, comune francese del dipartimento bretone delle Côtes-d'Armor, e a 4 km dal centro di Plévenon, capo Fréhel è un promontorio bretone, che costituisce una riserva ornitologica tra le più ricche della Bretagna. La falesia domina il mare da un'altezza di circa 70 metri; la torre del capo costituisce è meta di una passeggiata tra le brughiere.
La Torre Vauban, il vecchio faro in granito, fu costruito sotto Luigi XIV nel 1650. Il faro attuale, risalente al 1950, domina il mare da un'altezza di 103 metri. Durante le giornate limpide, è possibile scorgere le Isole del Canale.

## Galleria d'immagini

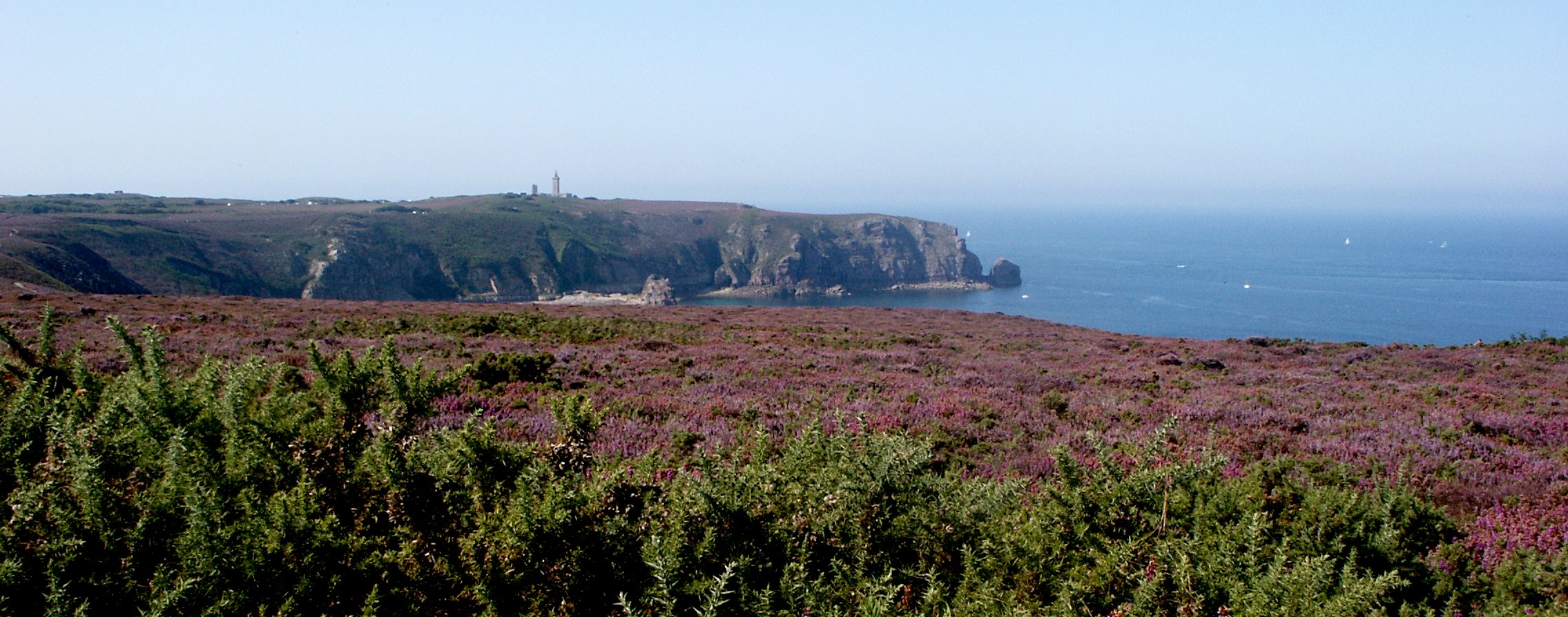
la brughiera di Cap Fréhel
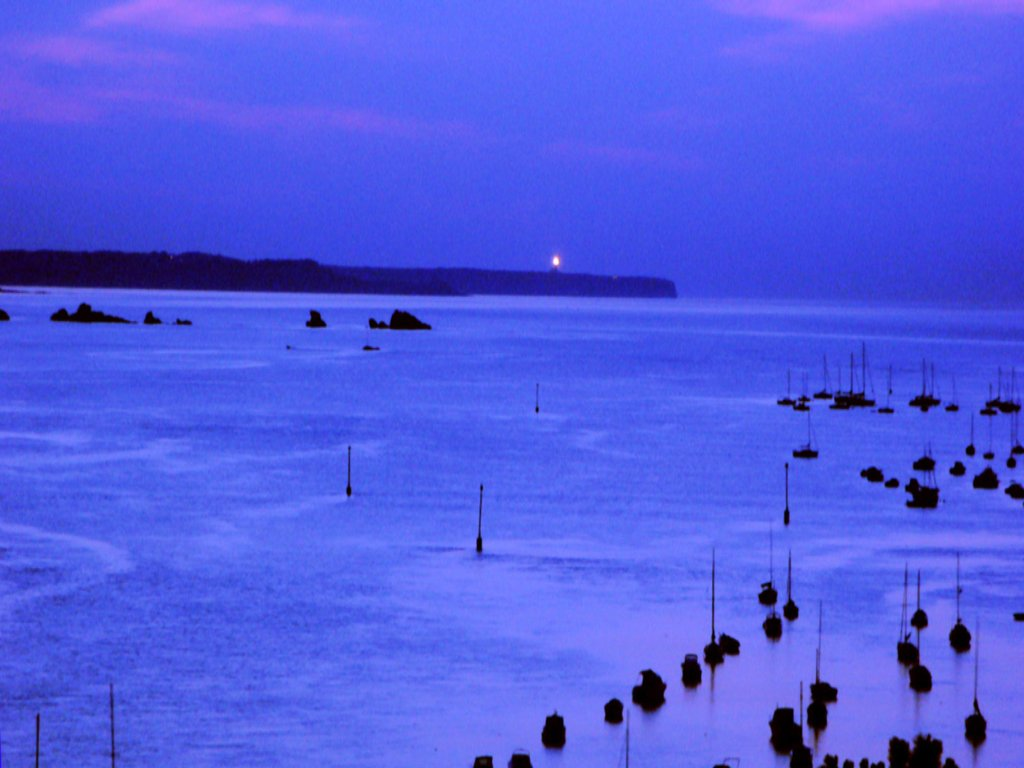
la luce del faro vista da Saint-Briac